# Bogolo Kenewendo

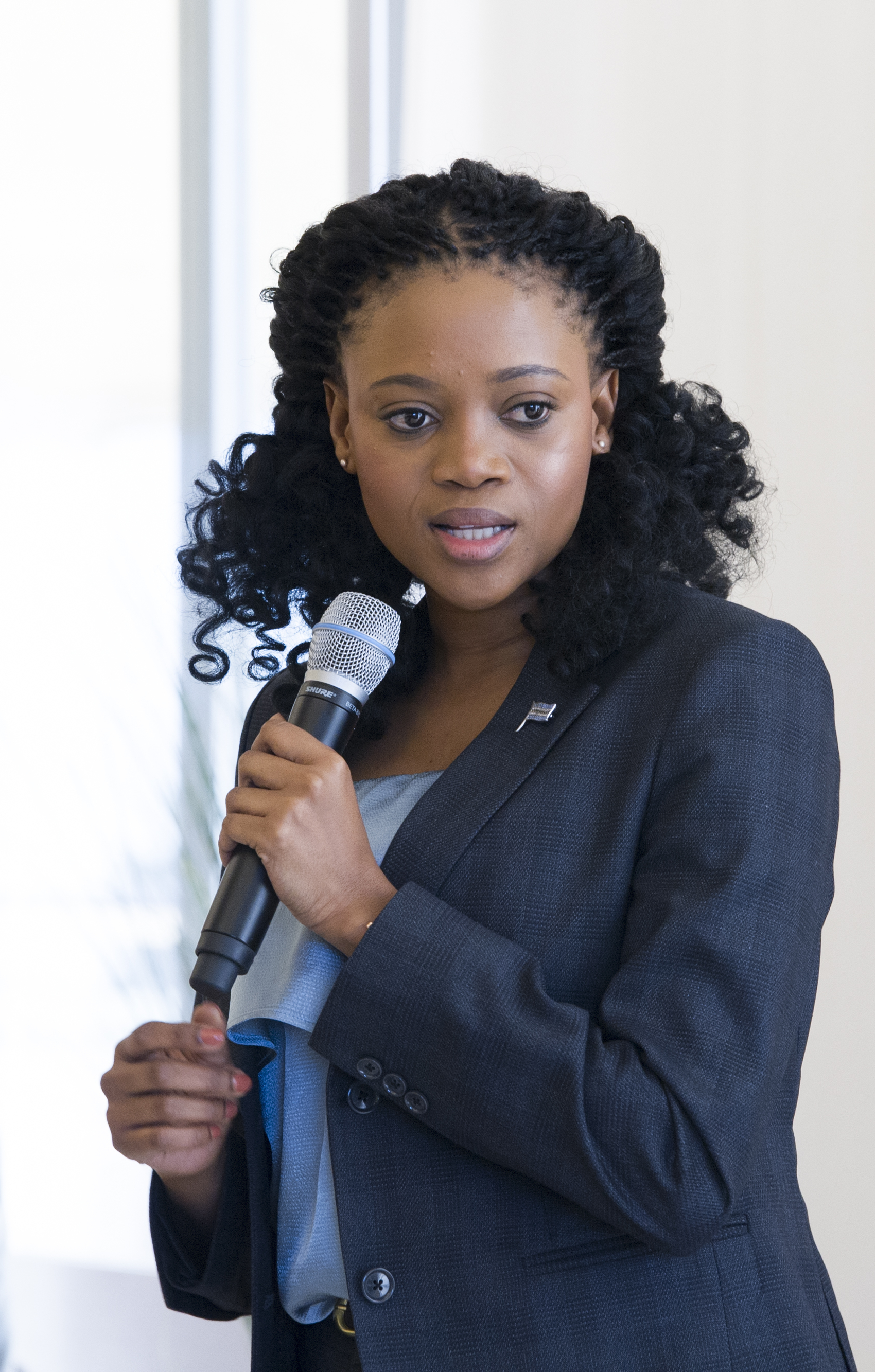
Bogolo Joy Kenewendo (2018)

Bogolo Joy Kenewendo (* 1987) ist eine botswanische Politikerin und Wirtschaftswissenschaftlerin sowie ehemalige Handelsministerin. Sie gilt als Expertin für internationalen Handel und Entwicklung. Im Jahr 2022 wurde sie von den Vereinten Nationen zur Sonderberaterin ernannt.

## Leben
Kenewendo absolvierte mithilfe des Chevening-Stipendiums ein Masterstudium in International Economics an der University of Sussex. Sie war Programmleiterin des Molaya Kgosi Women Leadership and Mentorship Program und Vorstandsvorsitzende des Molaya Kgosi Trust. Kenewendo war Ministerin für Investitionen, Handel und Industrie von Botswana. Im Jahr 2022 wurde sie zur Sonderberaterin der Vereinten Nationen ernannt und in dieser Rolle für die Transformation in Afrika im Rahmen der Klimakrise zuständig sein.